# Damir Kajin
Damir Kajin (Kopar, Slovenija, 3. veljače 1962.), hrvatski političar i kandidat na predsjedničkim izborima 2009.

## Životopis
Bio je jedan od najaktivnijih saborskih zastupnika (po saborskoj statistici, ima najveću minutažu za govornicom u Saboru od svih zastupnika, počevši od 1990.), ušao je u Sabor 2000. godine kao zastupnik Istarskog demokratskog sabora.
Stanuje u Buzetu.

### Politička uvjerenja
Kajin se zalaže za decentralizaciju Hrvatske koja bi s vremenom Istri omogućila dobivanje statusa autonomne pokrajine što bi bilo prirodno rješenje problema prevelikoga odljeva novca iz Istre. Autonomija Istre svoje uzore vidi u brojnim europskim zemljama koje imaju decentraliziranu upravu i financije.

### Predsjednički izbori 2009.
Kao kandidat IDS-a, Damir Kajin dobio je tim izborima 76.411 glas, odnosno 3,87%. U Istarskoj županiji je bio najuspješniji kandidat, s dobivenih 34.348 glasova, odnosno 35,4%.

### Izlazak iz IDS-a
Kajin je 3. siječnja 2013. objavio kandidaturu za istarskog župana, mimo stranačke procedure te je istog dana izbrisan iz stranke. Time je prestao biti potpredsjednik IDS-a, a stranka je izgubila jedan saborski mandat.

### Istarski demokrati
Na Međunarodni praznik rada 2014. u Pazinu osnovana je nova politička stranka Istarski demokrati (ID), za čijeg je predsjednika izabran neovisni saborski zastupnik, vijećnik u Skupštini Istarske županije i inicijator osnivanja stranke, Damir Kajin.
Istarski demokrati su na predsjedničkim izborima 2014. čvrsto poduprli Ivu Josipovića, međutim odustaju od daljnje potpore sredinom 2015.
"Istarski demokrati su na posljednjim predsjedničkim izborima čvrsto poduprli Josipovića ne znajući da iza njega stoji agencija 'Manjgura', koja je do sada iz javnih poduzeća izvukla više milijuna kuna od same Fimimedije", ustvrdio je Kajin, dodajući kako upravo zato neće poduprijeti Josipovića u novome političkom projektu.
Zbog neslaganja s članovima stranke u srpnju 2016. podnosi ostavku u Istarskim demokratima.

### Parlamentarni izbori 2015.
Na parlamentarnim izborima 2015. Damir Kajin izašao je na listi Milana Bandića (Bandić Milan 362 – Stranka rada i solidarnosti), no u svojoj, Osmoj izbornoj jedinici nije prešao izborni prag osvojivši 3137 preferencijskih glasova.

### Gradonačelnik Buzeta
Na lokalnim izborima 2021. Damir Kajin je pobijedio na izborima za gradonačelnika Buzeta. S podrškom SDP-a u prvom krugu dobio je 39,01% glasova, a potom u drugom krugu 59,13%.

### Prekršajni postupak
Protiv bivšeg političara i višegodišnjeg saborskog zastupnika Damira Kajina istarska je policija pokrenula prekršajni postupak tereteći ga da je u 17. rujna 2016. navečer u Buzetu pijan udario u parkirani auto i zatim počeo vikati na vozača.

## Vanjske poveznice
- Damir Kajin u Saboru  Arhivirana inačica izvorne stranice od 18. siječnja 2009. (Wayback Machine)